# Chmelná
Chmelná är en ort i Tjeckien.   Den ligger i regionen Mellersta Böhmen, i den centrala delen av landet, 60 km sydost om huvudstaden Prag. Chmelná ligger 485 meter över havet och antalet invånare är 114.
Terrängen runt Chmelná är huvudsakligen platt, men åt sydväst är den kuperad. Terrängen runt Chmelná sluttar norrut. Runt Chmelná är det glesbefolkat, med 18 invånare per kvadratkilometer. Närmaste större samhälle är Vlašim, 9,1 km nordväst om Chmelná. Omgivningarna runt Chmelná är en mosaik av jordbruksmark och naturlig växtlighet.